# Albert Siklós
Albert Siklós [ˈɒlbɛrt ˈʃikloːʃ], wirklicher Name Albert Schönwald (geboren 26. Juni 1878 in Budapest, Österreich-Ungarn; gestorben 3. April 1942 ebenda) war ein ungarischer Komponist und Musiktheoretiker.

## Leben
Siklós war der Sohn von Franz Schönwald und Laura Schönwald, geb. Beck. Er studierte an der Franz-Liszt-Musikakademie in Budapest bei Hans Koessler. Seit 1918 unterrichtete er an der Akademie musiktheoretische Fächer, Komposition, Ästhetik und Chorgesang. Zu seinen Schülern gehörten Bence Szabolcsi, Ferenc Farkas und Ferenc Fricsay. 1928 wurde Siklós Ministerialkommissär an der Akademie. 
Er komponierte eine Oper und eine Pantomime, zwei Sinfonien und eine Sinfonie für zwölf Kontrabässe, vier Orchestersuiten, zwei Cellokonzerte, ein Klavier- und ein Violinkonzert. Daneben verfasste er ein ungarisches Musiklexikon und musikalische Lehrwerke.
Albert Siklós starb am 3. April 1942 63-jährig in seiner Geburtsstadt Budapest.

## Schriften (Auswahl)
- Zeneköltészettan öt kötetben (Kompositionslehre in fünf Bänden).[6]

1. Összhangzattan iskolai és magánhasználatra gyakorlati példákkal és leckegyűjteménnyel (Harmonielehre für den schulischen und privaten Gebrauch mit praktischen Beispielen und Unterrichtsvorschlägen), Budapest: Rozsnyai 1907.
2. Ellenponttan : az egyszerű, a kettős és az utánzó ellenpont (kánon) elmélete (Kontrapunktlehre : die Theorie des einfachen, des doppelten und des imitierenden Kontrapunkts (Kanon)), Budapest: Rozsnyai 1913.
3. Zenei formatan : alaktan (Musikalische Formenlehre : Morphologie), Budapest: Rozsnyai 1923.
4. und 5. Hangszereléstan elméleti és gyakorlati alapon a klasszikusok és a jelenkori mesterek műveiből idézett példákkal két kötetben (Theorie und Praxis der Instrumentation mit Beispielen von Klassikern und zeitgenössischen Meistern in zwei Bänden), Budapest: Rozsnyai 1910. Teilband 1: A vonós-, a fúvó- és az ütőhangszerek technikájának és hangszínének ismertetése (Spieltechniken und Klangfarben von Streich-, Blas- und Schlaginstrumenten); Teilband 2: A vonós zenekar, a nagy és a kis zenekar, a katonazenekar és az énekkar technikájának ismertetése. Gyakorlati útmutatás a vezérkönyvek olvasására vonatkozólag (Die Technik des Streichorchesters, des großen und kleinen Orchesters, des Militärorchesters und des Chors. Praktische Anleitungen zum Partiturlesen), Budapest: Rozsnyai 1910.
- Útmutató a zenediktáláshoz kézikönyv a "Zenediktálási és hallásfejlesztő gyakorlatok" című hangjegyfüzethez (Ein Leitfaden für Musikdiktate. Handbuch für das Notenheft „Musikdiktate und Hörübungen“), Budapest: Rozsnyai 1913.[11]
- A harmonizálás kézikönyve (Handbuch der Harmonisierung), Budapest: Rozsnyai 1923.[12]